# Razor-qt
Razor-qt era un ambiente desktop basato sulle librerie Qt per X Window System. Diversamente da KDE, anch'esso basato sulle librerie Qt, Razor-qt offriva performance accettabili anche con hardware datato.

## Storia
Razor-qt, dopo essere stato in una fase primordiale di sviluppo, dal febbraio 2012 includeva un pannello, un desktop, un lanciatore, un software di configurazione. Questi componenti potevano essere abilitati o meno dall'utente.
Il 14 gennaio 2013 è stata distribuita la versione 0.5.2. Il 21 luglio 2013 il team di sviluppo ha annunciato che si sarebbe fuso con LXDE-Qt, una versione iniziale in Qt di LXDE; ed, infatti, ha già dato vita ad un nuovo ambiente desktop che è LXQt.

## Caratteristiche
Razor-qt funzionava con i principali gestori delle finestre come KWin, fvwm2 o Openbox.